# Югославия на летних Олимпийских играх 1968
Югославия принимала участие в Летних Олимпийских играх 1968 года в Мехико (Мексика) в одиннадцатый раз за свою историю, и завоевала 3 золотых, 2 серебряных и 2 бронзовых медали. Югославия не пропустила ни одной летней олимпиады с 1920 года.

## Медалисты
| Медаль  | Спортсмен       | Вид спорта  | Дисциплина                              |
| ------- | --------------- | ----------- | --------------------------------------- |
| Золото  | Мирослав Церар  | Гимнастика  | Мужчины, конь                           |
| Золото  | Сборная         | Водное поло | Мужчины                                 |
| Золото  | Джюрджя Бьедов  | Плавание    | Женщины, 100 м брассом                  |
| Серебро | Джюрджя Бьедов  | Плавание    | Женщины, 200 м брассом                  |
| Серебро | Стеван Хорват   | Борьба      | Мужчины, греко-римская борьба, до 70 кг |
| Серебро | Сборная         | Баскетбол   | Мужчины                                 |
| Бронза  | Бранислав Симич | Борьба      | Мужчины, греко-римская борьба, до 87 кг |
| Бронза  | Звонимир Вуин   | Бокс        | Мужчины, греко-римская борьба, до 60 кг |